# 南中轴路
南中轴路为北京中轴线上自前门以南的道路的总称。南端三营门向东的南苑东路，和之后转向东南的南大红门路、104国道、105国道（共线）也计算在内。南中轴路曾一度是北京的一个著名堵车点，2002年政府启动改造计划，包括道路拓宽，前门大街步行街改造和一些配套设施等，至2008年基本完工。南二环永定门桥至南三环木樨园桥段路中间有绿化带，为应急避难场所等设施，另外，南中轴路也指由志远庄，经魏善庄和礼贤，到达大兴机场东侧的228省道
南中轴路上有北京快速公交1线运营，南中轴路下有北京地铁8号线运营。

## 沿线道路名称及立交桥地名
- 前门大街
  - 前门－珠市口 （步行街）
  - 珠市口－天桥（非步行街）
- 天桥南大街（天桥－南纬路）
- 永定门内大街（南纬路－永定门桥）
- 永定门外大街（永定门桥－木樨园桥）
- 南苑路（木樨园桥－大红门桥－三营门）
- 南苑东路
- 南大红门路
- 104国道、105国道